# Remmius praecalvus
Remmius praecalvus är en spindelart som beskrevs av Simon 1910. Remmius praecalvus ingår i släktet Remmius och familjen jättekrabbspindlar.
Artens utbredningsområde är Kongo. Inga underarter finns listade i Catalogue of Life.